# Laurens Craen
Laurens Craen (ca. 1620, Den Haag - ca. 1670, Middelburg) was een Nederlands stillevenschilder uit de Gouden eeuw. Hij is mogelijk de zoon van Pieter Craen. Laurens Craen was actief tussen 1638 en 1664. 
Craen was lid van het Sint-Lucasgilde van Middelburg. Hij schilderde voornamelijk in deze stad, maar was ook actief in Antwerpen en Den Haag. Volgens het Rijksbureau voor Kunsthistorische Documentatie kunnen sterke gelijkenissen tussen de werken van Craen en Jan Dz. de Heem duiden op de aanwezigheid van Craen in het atelier van De Heem omstreeks 1645. 